# Blériot VII
Pour les articles homonymes, voir Blériot.
Le Blériot VII  était un des premiers avions français construit par Louis Blériot. 
Inspiré par les bons résultats de la configuration des ailes en tandem sur le Blériot VI, Louis Blériot poursuit ses recherches dans cette voie. L'aile arrière de ce nouveau modèle est cette fois-ci plus petite que l'aile avant. Avec le moteur à l'avant et le fuselage intégral, on a pour la première fois la configuration monoplan typique qui sera finalement retenue après 1930 pour la grande majorité des avions. 
Les deux plans de l'aile arrière pouvaient être actionnés en même temps pour commander la profondeur ou bien séparément pour servir d'ailerons. C'est un des premiers exemples d'élevons.  
Les 5 octobre Blériot commence les essais de roulage à Issy-les-Moulineaux. L'avion est difficile à contrôler au sol, le train se rompt. Blériot conçoit un nouveau train : chaque roue est montée sur un bras tiré permettant un débattement vertical; la suspension se fait par sandow. Blériot reprendra ce système sur ses avions suivants.
Le 16 novembre Blériot effectue un premier vol d'environ 500 mètres, l'avion atteint la vitesse élevée de 90 km/h. L'avion est modifié : l'aile est positionnée un peu plus haut, une cabane et des câbles de haubanage sont ajoutés au-dessus de l'aile. Le 6 décembre Blériot arrive à effectuer un demi-tour en vol. Le 18 décembre une roue se rompt à l'atterrissage, l'aile accroche le sol, l'avion se renverse. Les dégâts sont importants, mais Blériot n'est pas gravement blessé.  